# Siphocampylus sonchifolius
Siphocampylus sonchifolius är en klockväxtart som först beskrevs av Olof Swartz, och fick sitt nu gällande namn av Mcvaugh. Siphocampylus sonchifolius ingår i släktet Siphocampylus och familjen klockväxter. Inga underarter finns listade i Catalogue of Life.